# Kiantone
Kiantone – miasto w Stanach Zjednoczonych, w stanie Nowy Jork, w hrabstwie Chautauqua.